# Manbij
Manbij (in arabo منبج‎?) è una città nel nord-est del Governatorato di Aleppo nel nord della Siria, a 30 chilometri a ovest dell'Eufrate. Nel censimento del 2004 del Ufficio centrale di statistica della Siria, Manbij aveva una popolazione di quasi 100.000 abitanti. La popolazione di Manbij è in gran parte araba, con minoranze curde, circasse e cecene. Molti dei suoi abitanti praticano il sufismo naqshbandi. Nel corso della guerra civile siriana, la città è stata catturata per la prima volta dai ribelli nel 2012, successivamente invasa dallo Stato islamico (ISIS) nel 2014 e infine catturata dalle Forze Democratiche Siriane nel 2016. Dal 2018, su accordo con le FDS, l'esercito siriano si è schierato alla periferia della città come cuscinetto tra l'occupazione turca della Siria settentrionale e il Cantone Shahba controllato dal Rojava.

Manbij è il centro amministrativo di Nahiya Manbij e del Distretto di Manbij

Le rovine dell'antica città di "Ierapoli Bambice", noto anche come "Hierapolis Eufratensis" o "Hierapolis in Euphratesia", si trovano a 20 chilometri a nord, dove sono ancora visibili resti di acquedotti e mura bizantine di Giustiniano.

## Etimologia
La prima registrazione del nome della città è l'arameo Mnbg, che significa sito di primavera. Per gli assiri era noto come Nappigu (Nanpigi). Il luogo appare in greco come Bambyce e Plinio (v. 23) ci dice che il suo nome siriaco era Mabog (anche Mabbog o
Mabbogh). Come centro del culto della dea siriana Atargatis, divenne noto ai Greci come Ἱερόπολις (Hierópolis) "città del santuario", e infine come Ἱεράπολις (Hierápolis), "città santa".

## Infrastrutture e trasporti
Manbij è servita da due autostrade principali, la M4 e la 216.
Non c'è un aeroporto vicino a Manbij, il più vicino è ad Aleppo.